# Corypheae
Corypheae je tribus vazdazelenih palmi, dio potporodice Coryphoideae.  

## Podtribusi i rodovi
Podijeljen je na tri podtribusa:
1. Subtribus Caryoteae Scheff.
  1. Chuniophoenix Burret (3 spp.)
  2. Nannorrhops H. Wendl. (2 spp.)
  3. Tahina J. Dransf. & Rakotoarin. (1 sp.)
  4. Kerriodoxa J. Dransf. (1 sp.)
  5. Caryota L. (14 spp.)
  6. Arenga Labill. (24 spp.)
2. Subtribus Hyphaeninae Becc. ex J. Dransf. & N. W. Uhl
  1. Latania Comm. ex Juss. (3 spp.)
  2. Lodoicea Comm. ex DC. (1 sp.)
  3. Borassus L. (5 spp.)
  4. Borassodendron Becc. (2 spp.)
  5. Satranala J. Dransf. & Beentje (1 sp.)
  6. Bismarckia Hildebrandt & H. Wendl. (1 sp.)
  7. Medemia Wuerttemb. ex H. Wendl. (1 sp.)
  8. Hyphaene Gaertn. (8 spp.)
3. Subtribus Coryphinae J. Dransf. & N. W. Uhl
  1. Wallichia Roxb. (8 spp.)
  2. Corypha L. (5 spp.)